# Klubi Sportiv Apolonia Fier 2008-2009
Questa voce raccoglie le informazioni riguardanti il Klubi Sportiv Apolonia Fier nelle competizioni ufficiali della stagione 2008-2009.

## Rosa
| N. |                    | Ruolo | Calciatore                   |
| -- | ------------------ | ----- | ---------------------------- |
|    | Albania (bandiera) | P     | Erion Dinaj                  |
|    | Albania (bandiera) | P     | Eglant Haxho                 |
|    | Albania (bandiera) | P     | Alban Hoxha                  |
|    | Albania (bandiera) | D     | Norion Spaho                 |
|    | Albania (bandiera) | D     | Erald Elmazi                 |
|    | Albania (bandiera) | D     | Maringlen Shoshi             |
|    | Serbia (bandiera)  | D     | Aleksandar Srečković         |
|    | Serbia (bandiera)  | D     | Edin Ferizović               |
|    | Albania (bandiera) | D     | Roland Peqini                |
|    | Serbia (bandiera)  | C     | Predrag Mirčeta              |
|    | Brasile (bandiera) | C     | Jean Neves                   |
|    | Albania (bandiera) | C     | Eljon Bratja (vice-capitano) |
|    | Kosovo (bandiera)  | C     | Taulant Çërçizi              |
|    | Albania (bandiera) | C     | Marsel Rushani               |

| N. |                    | Ruolo | Calciatore                 |
| -- | ------------------ | ----- | -------------------------- |
|    | Serbia (bandiera)  | C     | Semir Hadžibulić           |
|    | Albania (bandiera) | C     | Shkëlzen Kelmendi          |
|    | Albania (bandiera) | C     | Armando Gega               |
|    | Albania (bandiera) | C     | Klodian Asllani (capitano) |
|    | Albania (bandiera) | C     | Lejdi Liçaj                |
|    | Albania (bandiera) | C     | Agim Meto                  |
|    | Albania (bandiera) | C     | Odise Roshi                |
|    | Albania (bandiera) | C     | Johan Driza                |
|    | Albania (bandiera) | C     | Klodjan Skënderaj          |
|    | Brasile (bandiera) | A     | Washington                 |
|    | Serbia (bandiera)  | A     | Sead Hadžibulić            |
|    | Albania (bandiera) | A     | Arbër Dhrami               |
|    | Serbia (bandiera)  | A     | Mladen Brkić               |
|    | Albania (bandiera) | A     | Andi Ribaj                 |